# Nyamata (Stadt)
Nyamata ist eine Stadt im Distrikt Bugesera in der Ostprovinz Ruandas.

## Geographie
Die Stadt Nyamata befindet sich auf der Grenze der Sektoren Ntarama und Nyamata im Distrikt Bugesera. Sie liegt an der Nationalstraße 5. Zudem führen zwei District Roads durch bzw. zur Stadt. Die Bevölkerung lag nach der Volkszählung von 2012 bei 17.076.

## Kultur

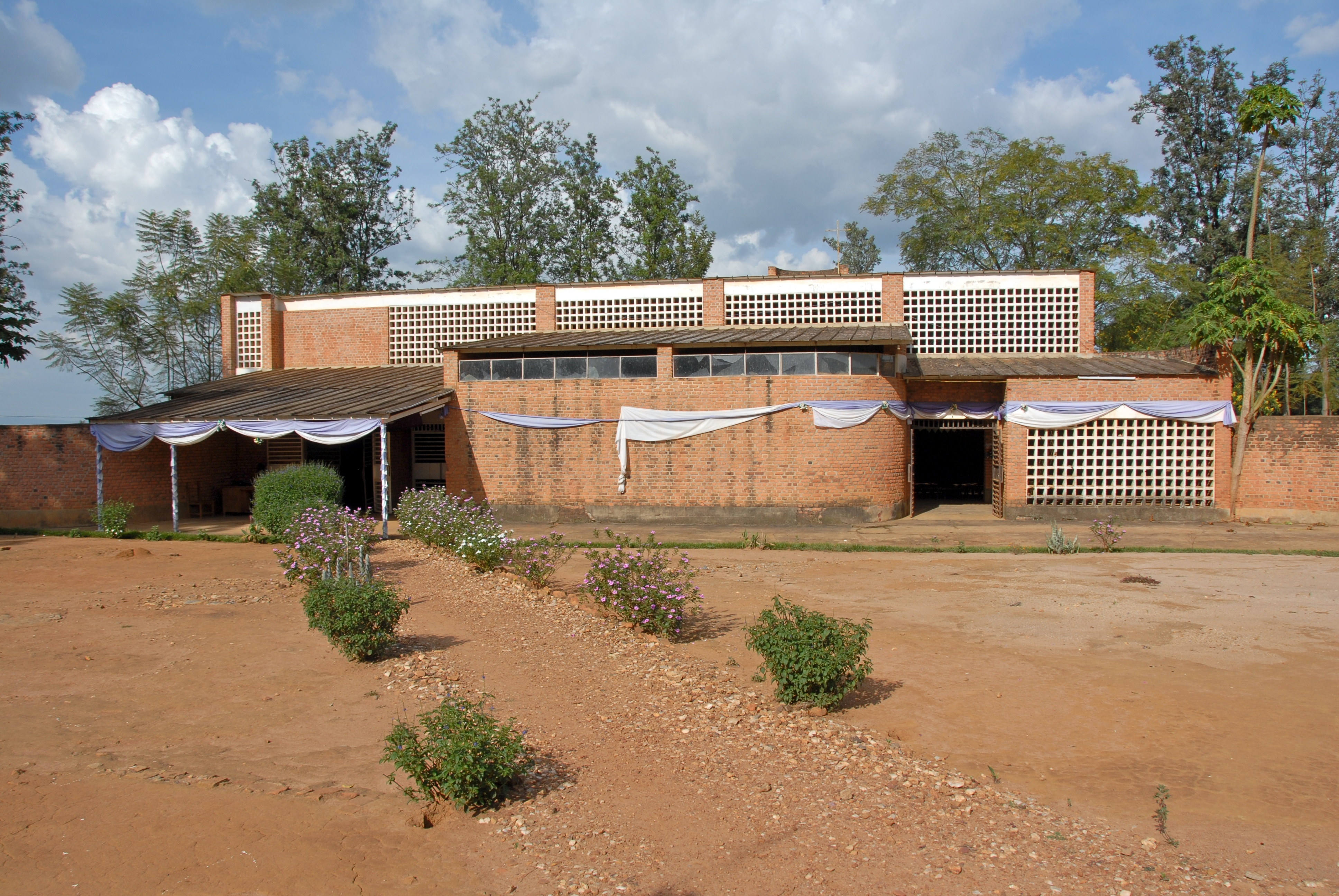
Nyamata Genocide Memorial

In Nyamata liegt eine Gedenkstätte für den Völkermord in Ruanda im Jahr 1994. Das Nyamata Genocide Memorial befindet sich in einer ehemaligen Kirche. Die Stätte ist Teil der Gedenkstätten des Völkermordes: Nyamata, Murambi, Gisozi und Bisesero, die seit 2023 auf der Liste des Weltkulturerbes der UNESCO stehen.
Im Herbst 2019 wurde in Nyamata das Bugesera Stadium mit 3000 überdachten Sitzplätzen fertiggestellt. Das Stadion mit Platz für insgesamt 10.000 Personen ist Heimspielstätte des Bugesera FC, der seit der Saison 2015/16 an der höchsten Spielklasse Ruandas teilnimmt.

## Persönlichkeiten
- Antoine Kambanda (* 1958), römisch-katholischer Erzbischof von Kigali
- Donatille Mukabalisa (* 1960), Politikerin